# Habitatges pels mestres de l'escola Sant Jordi
Els Habitatges pels mestres de l'escola Sant Jordi és una obra de Pineda de Mar (Maresme) inclosa a l'Inventari del Patrimoni Arquitectònic de Catalunya.

## Descripció
L'edifici consisteix en dotze apartaments independents, situats de dos en dos, amb un passadís al mig. L'entrada és mitjançant una àrea coberta que condueix del carrer a un pati semipúblic, situat al darrere i que dona accés als dos apartaments de la planta baixa. A la dreta, una escala que divideix transversalment l'edifici, puja al segon pis on un passadís permet accedir als cinc apartaments dúplex que ocupen aquest nivell i el nivell inferior. Des d'aquest passadís i per dues escales metàl·liques superposades a la façana com un objecte independent, s'entra directament als altres conc apartaments dúplex que ocupen els dos nivells superiors. Els materials bàsics de construcció són les totxanes i el ciment. L'edifici es troba a una zona on encara no està del tot urbanitzada.

## Història
L'edifici fou construït amb l'objectiu de solucionar els problemes d'habitatge als professors que no fossin del poble de Pineda.